# D.T.P.
D.T.P. (Death to Posers) — демо-альбом американской трэш-метал группы Sadus, вышедший в 1986 году.

## Об альбоме
Первоначально в 1986 году он вышел в качестве демо, но впоследствии был переиздан на CD студией Hammerheart Records в 2003. Аббревиатура D.T.P. означает Death to Posers. Тираж переизданного альбома составил 3000 экземпляров и дополнительно включал демо Certain Death.

## Список композиций
1. «Sadus Attack» — 1:49
2. «Torture» — 2:44
3. «Kill Team» — 3:57
4. «Desolator» — 3:49
5. «Fight or Die» — 3:19
6. «Twisted Face» — 2:08
7. «Number One» — 5:42
8. «Hands of Fate» — 4:13

композиции 1-6 из D.T.P. демо, композиции 7-8 из демо Certain Death.

## Участники записи
- Darren Travis — гитара, вокал, текст песен.
- Rob Moore — гитара
- Steve DiGiorgio — бас, клавишные
- Jon Allen — ударные